# Hsu Shu-ching
Hsu Shu-ching (chinesisch 許淑淨 / 许淑净, Pinyin Xǔ Shūjìng; * 9. Mai 1991 in Yunlin, Taiwan) ist eine ehemalige taiwanische Gewichtheberin.

## Karriere
Hsu kam im Alter von 13 Jahren zum Gewichtheben, nachdem ihre Schule das Basketballteam auflöste, bei dem sie zuvor spielte. Um ihren Sport professionell auszuüben, zog sie nach Kaohsiung zu ihren Großeltern und begann im dortigen Leistungszentrum (National Sports Training Center) zu trainieren. Mit guten Ergebnissen bei den Asienspielen 2010 (6. Platz, 196 kg) und den Weltmeisterschaften 2011 in Paris (4. Platz, 213 kg) etablierte sie sich im internationalen Wettbewerb.
Ihr großer Durchbruch gelang Hsu während Olympische Sommerspiele 2012, als sie mit einer Zweikampf-Wertung von 219 kg (96 kg im Reißen und 123 kg im Stoßen) den Silberrang in der Gewichtsklasse –53 kg erreichte. Im November 2016 wurde ihr nachträglich der Olympiasieg zuerkannt, nachdem das IOC während Nachkontrollen der Dopingproben verbotene Substanzen bei der Siegerin Sülfija Tschinschanlo feststellte und diese daraufhin disqualifizierte. Auch die Bronzemedaillengewinnerin Cristina Iovu aus Moldawien, welche Hsu nur wegen ihres 380 g leichteren Körpergewichtes schlug, wurde nachträglich wegen Dopings disqualifiziert. Im gleichen Jahr gewann Hsu die Asienmeisterschaften mit 220 kg (97 kg + 123 kg).
2014 brach Hsu bei den Asienspielen mit 233 kg (101 kg + 132 kg) den Weltrekord der Chinesin Li Ping. Ihren größten Erfolg erreichte sie bei den Olympischen Sommerspielen 2016, als sie mit 212 kg im Zweikampf die Goldmedaille gewann. Dies war der einzige Olympiasieg Taiwans bei den Spielen in Rio de Janeiro.
Im Juni 2018 verkündete Hsu ihr Karriereende. Als Grund gab sie Verletzungen an, welche sie sich bei den Gewichtheber-Weltmeisterschaften 2017, bei welchen sie Silber gewann, zugezogen habe. Diese würden es ihr nicht mehr ermöglichen, effektiv zu trainieren.

## Doping
Im März 2019 gab das Nationale Olympische Komitee Taiwans, auf Drängen der WADA, bekannt, dass Hsu während der Weltmeisterschaften 2017 positiv auf verbotene Substanzen getestet wurde. Sie ist daraufhin im Januar 2018 mit einer dreijährigen Sperre belegt worden. Die Geheimhaltung begründete das Komitee mit dem Schutz der Privatsphäre der Athletin. Hsu bestätigte, dass sie bereits 2017 über den positiven Befund informiert worden sei. Die verbote Substanz stammt nach ihren Angaben aus einem Nahrungsergänzungsmittel, welches ihr von Verwandten empfohlen wurde, um ihr bei ihren Schlaf- und Stressproblemen zu helfen. Dieses habe sie einmal fahrlässig zu sich genommen, ohne die Inhaltsstoffe zu überprüfen. Hsu entschuldigte sich öffentlich und musste die Silbermedaille der Weltmeisterschaften 2017 zurückgeben sowie von ihrem Posten als Trainer zurücktreten.